# Валенсии
Валенсии (лат. Valencia) — род лучепёрых рыб, единственный в семействе валенсиевых (Valenciidae) . Пресноводные рыбы. Представители рода распространены в южной Европе. Максимальная длина тела от 4,3 до 8 см.

## Описание
Тело удлинённое, цилиндрической формы, голова несколько сжата в дорсо-вентральном направлении. В спинном плавнике 8—11 мягких лучей. Тело покрыто крупной циклоидной чешуёй, в боковых рядах 28—34 чешуй.
Пресноводные стайные рыбы. Обитают в стоячих и медленно текущих водоёмах, сильно заросших водной растительностью. Питаются мелкими ракообразными и личинками насекомых. Оплодотворение внутреннее. Нерестятся весной и летом. Нерест порционный, самки откладывают до 250 икринок. Икра клейкая, прикрепляется к водной растительности. Продолжительность жизни до 4-х лет.

## Классификация
В составе рода выделяют три вида:
- Valencia hispanica (Valenciennes, 1846) — Испанская валенсия
- Valencia letourneuxi (Sauvage, 1880)
- Valencia robertae Freyhof, Kärst & Geiger, 2014[6]